# Sucre (država u Venezueli)
Sucre (španjolski. Estado Sucre) je jedna od 23 savezne države Venezuele, koja se nalazi na sjeveroistoku zemlje.
Administrativno središte države je Cumaná, važna luka i Industrijski centar (riblje konzerve). Njega su osnovali Španjolski kolonisti kao Novi Toledo (Nueva Toledo) 1521. Za Cumanu se tvrdi da je najstarije europsko naselje na južnoameričkom tlu.

## Karakteristike
Sucre ima 896,291 stanovnika koji žive na površini od 11,800 km²-
Sa sjevera i zapada granica mu je Karipsko more a s istoka Zaljev Paria.
Za njegovu ekonomiju neobično je važan ribolov po Karipskom moru, još je početkom 20. stoljeća ribarska flota Sucra činila gotovo polovicu venecuelanske flote, koja je tad isto tako izlovljavala oko polovice nacionalnog ulova riba, od skuša, cipala, grgečki, tuna, srdela do škampi i jastoga.
Preko Sucra prolazi sjeveroistočni krak obalnog planinskog masiva, i pored tog što najveći dio države leži na neravnom planinskom terenu, koji je i jako sušan na zapadu, on značajno pridonosi venezuelanskoj poljoprivredi kao vodeći proizvođač avokada i jam (vrsta krtole). Od ostalih usjeva uzgaja se kakao, duhan, kokos, kava, banane i šećerna trska. Država ima i nešto Industrije koja proizvodi rum, čokoladu, kožu i tekstil.
Od rudnog bogatstva Sucre ima asfalt koji se iskapa s površinskog nalazišta Lago Guanoco, sol s poluotoka Araya i gips koji se iskapa kod grada Macuro.

## Vanjske poveznice
- Estado Sucre na portalu Venezuelatuya (šp.)
- Sucre na portalu Encyclopedia Britannica (engl.)